# Engagisme aux Amériques

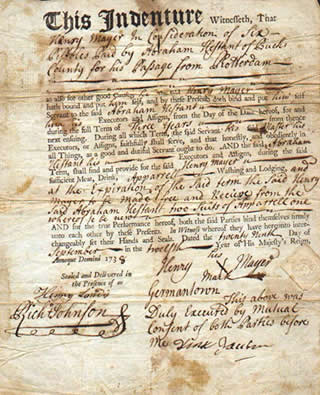
Un contrat de servitude au XVIIIe siècle

 (février 2017).
Si vous disposez d'ouvrages ou d'articles de référence ou si vous connaissez des sites web de qualité traitant du thème abordé ici, merci de compléter l'article en donnant les références utiles à sa vérifiabilité et en les liant à la section « Notes et références ».
L'engagisme aux Amériques (équivalent français de indentured servitude, peut être aussi appelé servitude consentie indentured servants) était un moyen pour les immigrants, souvent de jeunes Européens, de se rendre en Amérique du début du 17e siècle au début du 20e siècle.
Les immigrants passaient un contrat les engageant à travailler pour un employeur (colon) aux Amériques pendant une durée spécifique (souvent entre un et sept ans et principalement 3 ans) en échange du financement de leur voyage par cet employeur. Celui-ci procurait à ses serviteurs de quoi vivre, mais aucun salaire; il pouvait restreindre leurs activités (notamment le mariage), vendre ou transférer le contrat à un autre employeur, et recourir à des sanctions légales comme l'emprisonnement si le serviteur fuyait. Au terme du contrat, le serviteur était libre de vivre sa vie aux Amériques ou de rester avec son employeur moyennant un salaire en échange de son travail. Dans certains cas, le serviteur libéré recevait un bien de valeur comme une parcelle de terre ou de nouveaux vêtements.

## Historique
Cette forme de servitude devint populaire dans les treize colonies au cours du 17e siècle à cause de la forte demande de main d'œuvre en Amérique, ainsi que du coût élevé de la traversée transatlantique (bien au-dessus des moyens des travailleurs européens). Entre les années 1630 et la Révolution américaine, on estime que parmi les immigrants blancs arrivant dans les colonies, entre la moitié et les deux tiers étaient des engagés.  500 000 Européens (surtout de jeunes hommes comme Alexandre-Olivier Exquemelin) rejoignirent aussi les Caraïbes comme engagés pour travailler dans les plantations. La plupart étaient volontaires, cependant certains furent trompés ou forcés à s'engager. Un système de servitude pour dettes similaire fut aussi utilisé au Sud de la Nouvelle Angleterre et de Long Island afin de contrôler et d'assimiler la population amérindienne de 1600 à la Révolution Américaine.
L'engagisme continua d'être pratiqué en Amérique du Nord au début du 20e siècle, mais le nombre d'engagés déclina au cours du temps. Bien que les avis des experts divergent quant aux causes de ce déclin, des facteurs possibles seraient une évolution du marché du travail et du système légal (qui rendait plus facile et moins coûteux l'exploitation d'un esclave africain ou l'emploi d'un salarié tout en rendant l'engagisme illégal), des possibilités accrues pour envisager et financer un voyage en Amérique du Nord ainsi que les effets de la Révolution américaine (particulièrement sur l'immigration depuis la Grande-Bretagne). Dans les Caraïbes, le nombre de serviteurs engagés commença à décliner au 17e siècle, alors que les Européens prenaient conscience de la cruauté des maîtres de plantation et du taux élevé de décès de serviteurs engagés (fortement dû aux maladies tropicales). Lorsque l'empire britannique mit fin à l'esclavage en 1833, les maîtres de plantation eurent de nouveau recours à l'engagisme pour trouver de la main d’œuvre, cette fois-ci avec une majorité de serviteurs arrivant d'Inde, jusqu'à ce que le gouvernement britannique interdise cette pratique en 1917.